# Escudo de Cervelló
El escudo oficial de Cervelló tiene el siguiente blasonamiento: 
Escudo losanjado: de oro, un ciervo de azur. Por timbre, una corona de barón.

## Historia
Fue aprobado el 2 de noviembre de 1984.
El escudo proviene de la baronía de Cervelló, la baronía se expandió por Cataluña y Valencia, dando origen a los escudos de diferentes municipios actuales.

## Galería

Escudo de Vallirana, con los colores invertidos.
Escudo de Gelida.
Escudo de Anna, Valencia, con cuartel de Cervelló.
Ciervos en el escudo de Querol.
Escudo de Santa Coloma de Cervelló, con los colores del de Cervelló.
Escudo de la Palma de Cervelló, con el fondo dorado de Cervelló.
Escudo de Torrelles de Llobregat con los colores de Cervelló.
Escudo de la Llacuna.